# Gonzalo de Villa y Vásquez
Gonzalo de Villa y Vásquez (Madrid, 28 aprile 1954) è un arcivescovo cattolico spagnolo, dal 9 luglio 2020 arcivescovo metropolita di Santiago di Guatemala.

## Biografia
Gonzalo de Villa y Vásquez è nato a Madrid il 28 aprile 1954. È il figlio di Gonzalo de Villa Santa Fe, un attivista di spicco per i diritti dei guatemaltechi, e di María Teresa Vásquez de Villa, morta nel massacro dell'ambasciata spagnola in Guatemala nel gennaio del 1980. Quel giorno un gruppo di contadini indigeni del Comitato per l'unità contadina occupò la sede diplomatica e la successiva irruzione della polizia provocò un incendio che distrusse l'edificio e causò la morte di 36 persone.

### Formazione e ministero sacerdotale
Nel 1974 è entrato nel noviziato della Compagnia di Gesù nella Repubblica Dominicana. Ha studiato filosofia presso il Libero istituto di filosofia in Messico dove si è laureato in discipline umanistiche. Ha ottenuto la specializzazione in filosofia presso l'Università Autonoma del Nicaragua. Ha compiuto gli studi di teologia presso l'Istituto di teologia per religiosi di Caracas. Ha proseguito gli studi in Canada dove ha ottenuto un master pensiero sociale e politico e un diploma di studi latino-americani.
Il 13 agosto 1983 è stato ordinato presbitero a Panama da monsignor Marcos Gregorio McGrath, arcivescovo metropolita di Panama. In seguito è stato professore di filosofia all'Università del Centro America a Managua, professore di religione del Collegio "Sant'Ignazio" di Caracas, professore di filosofia e scienze politiche presso l'Università Rafael Landívar in Guatemala, professore di filosofia nel seminario maggiore nazionale, vice-decano e e poi decano della Facoltà di scienze politiche dell'Università Rafael Landívar, delegato del superiore provinciale del suo ordine per l'America Centrale, parroco della parrocchia di Sant'Antonio di Città del Guatemala, superiore di alcune case del suo ordine in Guatemala e rettore dell'Università Rafael Landívar e superiore della comunità di San Borja di Città del Guatemala. Il 6 febbraio 1993 ha emesso la professione solenne.

### Ministero episcopale
Il 9 luglio 2004 papa Giovanni Paolo II lo ha nominato vescovo ausiliare di Santiago di Guatemala e titolare di Rotaria. Ha ricevuto l'ordinazione episcopale il 25 settembre successivo dal cardinale Rodolfo Quezada Toruño, arcivescovo metropolita di Santiago di Guatemala, co-consacranti l'arcivescovo Bruno Musarò, nunzio apostolico in Guatemala, e il vescovo di Suchitepéquez-Retalhuleu Pablo Vizcaino Prado.
Il 28 luglio 2007 papa Benedetto XVI lo ha nominato vescovo di Sololá-Chimaltenango. Ha preso possesso della diocesi il 22 settembre successivo.
Nel marzo del 2008 e nel maggio del 2017 ha compiuto la visita ad limina.
Dal 2 ottobre 2010 al 14 luglio 2011 è stato anche amministratore apostolico di Los Altos, Quetzaltenango-Totonicapán.
Il 9 luglio 2020 papa Francesco lo ha promosso arcivescovo metropolita di Santiago di Guatemala.
Dal 20 gennaio 2017 al 27 gennaio 2023 è stato presidente della Conferenza episcopale del Guatemala.

## Genealogia episcopale e successione apostolica
La genealogia episcopale è:
- Cardinale Scipione Rebiba
- Cardinale Giulio Antonio Santori
- Cardinale Girolamo Bernerio, O.P.
- Arcivescovo Galeazzo Sanvitale
- Cardinale Ludovico Ludovisi
- Cardinale Luigi Caetani
- Cardinale Ulderico Carpegna
- Cardinale Paluzzo Paluzzi Altieri degli Albertoni
- Papa Benedetto XIII
- Papa Benedetto XIV
- Papa Clemente XIII
- Cardinale Marcantonio Colonna
- Cardinale Giacinto Sigismondo Gerdil, B.
- Cardinale Giulio Maria della Somaglia
- Cardinale Carlo Odescalchi, S.I.
- Cardinale Costantino Patrizi Naro
- Cardinale Lucido Maria Parocchi
- Papa Pio X
- Cardinale Gaetano De Lai
- Cardinale Raffaele Carlo Rossi, O.C.D.
- Cardinale Amleto Giovanni Cicognani
- Arcivescovo Girolamo Prigione
- Cardinale Rodolfo Quezada Toruño
- Arcivescovo Gonzalo de Villa y Vásquez, S.I.

La successione apostolica è:
- Vescovo Ángel Antonio Recinos Lemus (2016)
- Vescovo Tulio Omar Pérez Rivera (2022)
- Vescovo Eddy René Calvillo Díaz (2024)